# Верхньорейнський грабен

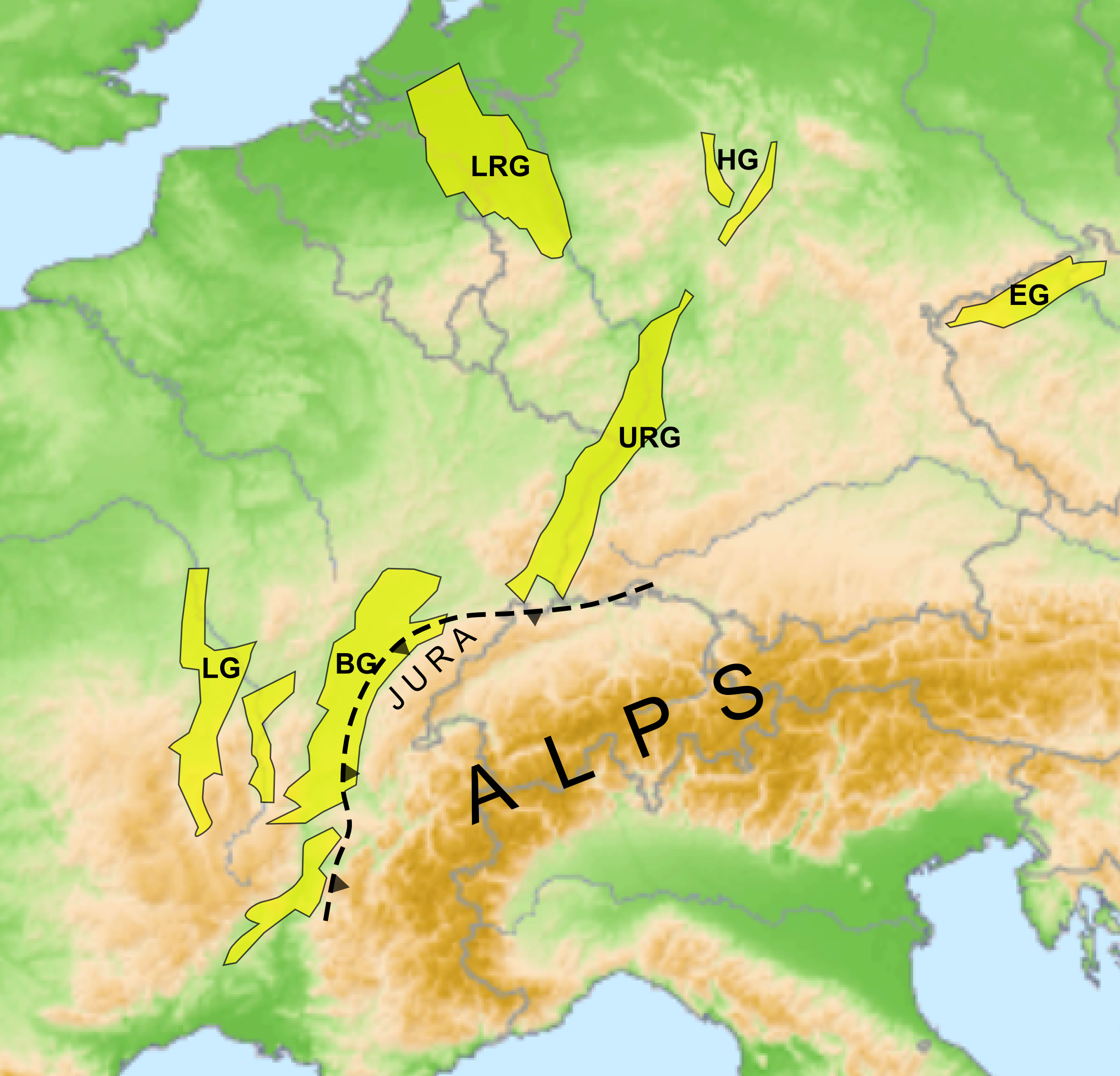
Верхньорейнський грабен (URG) на мапі Європи

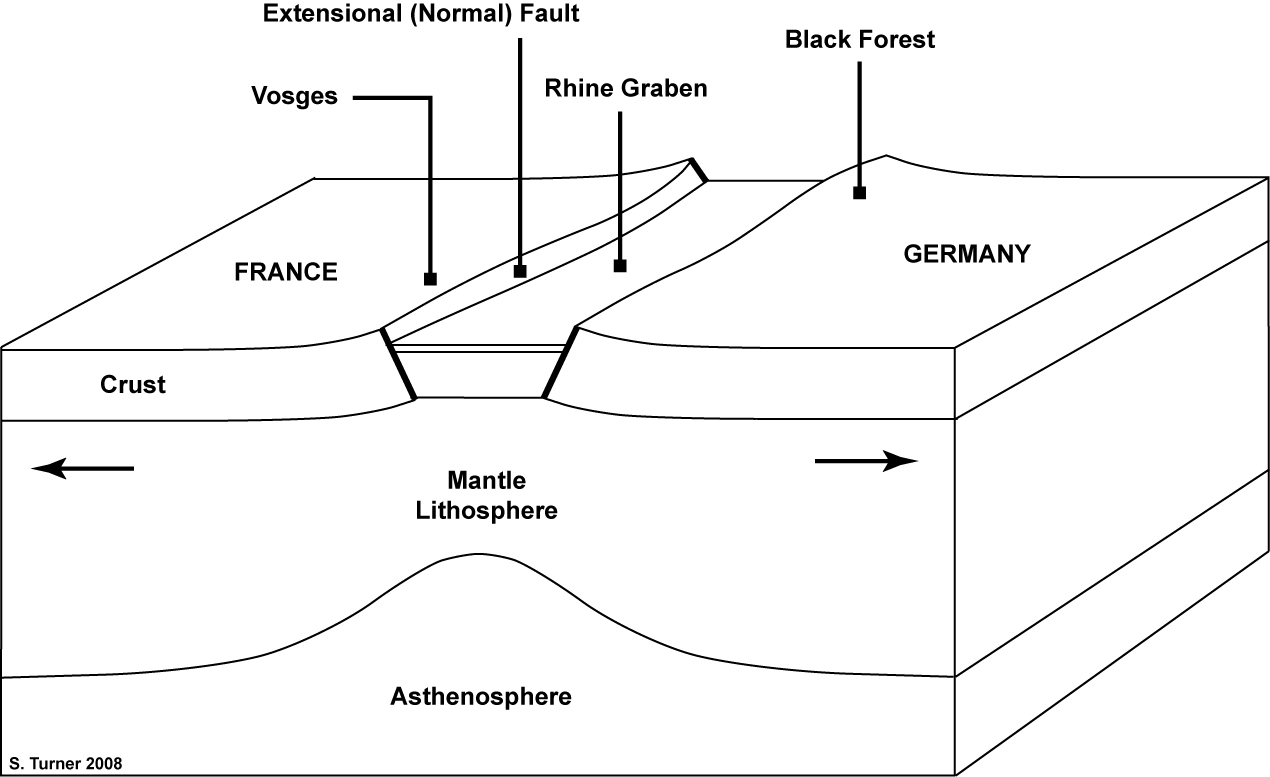
Схематичний розріз Верхньорейнського грабену

Верхньорейнський грабен, також Верхньорейнська рівнина, або Верхньорейнська долина(нім. Oberrheinische Tiefebene/ Oberrheingraben, фр. Vallée du Rhin) — рифт, близько 350 км завдовжки і в середньому 50 км завширшки, між містами Франкфурт/Вісбаден і Базель та отчена: горами Юра (південь), Рейнськими Сланцевими горами (північ), Шварцвальдом і Оденвальдом (схід), Вогезами і Гардтом (захід).
Є частиною європейської кайнозойської рифтової системи, яка простягається по всій центральній Європі. Грабен було утворено в олігоцені через еволюцію Альп на півдні; він залишається активним до наших днів. Сьогодні грабен утворює долину, якою тече річка Рейн.

## Утворення
Верхньорейнський грабен було створено під час альпійського орогенезу, ранній кайнозой — пізній еоцен, через те що зіткнення Євразійської і Африканської плит. Вважається, що через зіткнення були нерегулярними, первинний контакт між двома континентами призвело до формування структур розтягування у крайових прогинах на північ від Альп. Внаслідок істотного витончення земної кори, утворилась основна екстенсіональність грабену, викликаючи ізольовану вулканічну активність. Коефіцієнт розтягування оцінюється в ~2.

## Рифтові флангові підняття
На схід і захід від грабену, було утворено два основних гірських пасма, прямуючих вздовж рифту. На заході, у Франції, це Вогези, а на сході, в Німеччині — Шварцвальд. Хребти мають метаморфізовані типи гірських порід в їх надрах, в тому числі кристалізовані гнейси. Обидва пасма зазнали підняття понад 2500 метрів, проте більша частина вже зазнала ерозії. Підняття сталося через порушення ізостазії, пов'язане з формуванням екстенсіональності басейну. Як наслідок, високі гори безпосередньо примикають до краю басейну, і стають все більш низькими назовні. Межі гірських хребтів і верхньорейнського грабену позначені зонами розломів.
На півночі верхньорейнський грабен обрамлено трохи нижчими, гірськими хребтами, Пфальцький ліс — на заході і Оденвальд — на сході.

## Ресурси Інтернету
- EUCOR-URGENT
- Franco-German-Swiss Conference of the Upper Rhine

| Геологія | Це незавершена стаття з геології. Ви можете допомогти проєкту, виправивши або дописавши її. |